# 히다카촌 (에히메현)
히다카촌(日高村)은 에히메현 오치군에 설치된 촌이다. 